# Motivo in maschera
Motivo in maschera è un film del 1955, diretto da Stefano Canzio.
Il soggetto è ispirato all'omonima trasmissione radiofonica.